# 帯広市立愛国小学校
帯広市立愛国小学校（おびひろしりつ あいこくしょうがっこう）は、北海道帯広市愛国町に所在する公立小学校。

## 児童
- 児童数 - 21人
  - 1年生 - 2人
  - 2年生 - 3人
  - 3年生 - 2人
  - 4年生 - 4人
  - 5年生 - 5人
  - 6年生 - 5人
  - 特別支援学級（内数）- 1人

2019年（令和元年）5月1日現在

## 進学先中学校
- 帯広市立帯広第七中学校

2016年（平成28年）5月1日現在